# NEMA (Chicago)
 NEMA (Chicago) (anche 1210 South Indiana e precedentemente 113 East Roosevelt o One Grant Park) è un grattacielo a Chicago, nell'Illinois, nel quartiere della Stazione Centrale, nell'area della comunità del Near South Side.

## Caratteristiche
La torre, costruita dallo sviluppatore Crescent Heights, vanta 800 appartamenti, è alta 273 metri ed è stata inaugurata nel 2019. Progettato da Rafael Viñoly come il primo di uno sviluppo a tre fasi che include una struttura a 648 unità ancora più alta come seconda fase e uno sviluppo di 100 case a schiera con un parco pubblico come terza fase. Gli interni degli edifici sono progettati da David Rockwell.
L'edificio è il grattacielo residenziale più alto di Chicago, nonché il più alto di qualsiasi edificio nel South Side di Chicago, superando il vicino One Museum Park e un nuovo edificio, 1000M (presumendo che sia completato). Il lavoro precedente di Viñoly comprendeva la costruzione della Booth School of Business di Chicago.